# Newmemorabilia Records
Newmemorabilia Records ist ein Plattenlabel aus Manchester, England, welches von Tom Hingley, Sänger der Inspiral Carpets und den Lovers betrieben wird. Veröffentlichte Künstler sind (neben Tom Hingley selbst mit Solo-Alben) die Lovers, Too Much Texas und Karmakops.